# Malachovské skalky
Malachovské skalky je chráněný areál v oblasti Poľana.
Nachází se v katastrálním území města Banská Bystrica v okrese Banská Bystrica v Banskobystrickém kraji. Území bylo vyhlášeno či novelizováno v letech 1990, 2002, 2014 na rozloze 3,5923 ha. Ochranné pásmo nebylo stanoveno.